# Peine (escorpiones)
En los escorpiones se llama peine o pectina (en latín científico pecten) a cada una de las estructuras lamelares y móviles, en forma de peine, que son modificaciones de los apéndices del tercer segmento del opistosoma. Tienen funciones táctiles mecanorreceptoras y quimiorreceptoras de contacto, y están situadas en la cara ventral del mesosoma (la parte ancha del opistosoma, bien diferenciada del metasoma, región estrecha y cilíndrica formada por cinco segmentos más el telson y vulgarmente conocida como cola.
Son órganos sensoriales situados uno en cada lado de la llamada placa pectínea, en la zona ventral del escorpión. Su nombre es consecuencia de la similitud que su forma tiene con los peines. Están formados por tres filas de placas longitudinales, entre las cuales a placa basal media y los fulcros son significativos para la sistemática de los géneros y las especies.
Los peines son captadores sensoriales que informan a los escorpiones, palpando, da la composición de la superficie examinada, su humedad y su temperatura.